# Tommy (duif)
Tommy is een duif die zich in de Tweede Wereldoorlog verdienstelijk gemaakt heeft.
Tommy heeft geheim agenten geholpen. In februari 1946 werd Tommy hiervoor onderscheiden met de Dickin Medaille, de hoogste Britse onderscheiding voor dieren.
Tweede Wereldoorlog ·
Nederland in WO2 ·
België in WO2 ·
nazi-Duitsland ·
 Portaal:Tweede Wereldoorlog